# Verlengd weekend
Pour plus de détails, voir Fiche technique et Distribution.
Verlengd weekend (littéralement Weekend prolongé) est un film de Hans Herbots de 2005 qui traite du sort de deux travailleurs, Jos et Nico, dans le contexte de la fermeture de leur usine. 
Le récit est écrit d'après le scénario de Pierre De Clercq (nl) et produit par Jean-Claude Van Rijckeghem.

## Fiche technique
- Direction artistique : Joaney Korevaar
- Costumes : Tine Verbeurgt
- Montage : Nico Leunen
- Musique : Fonny De Wulf
- Producteur : Jean-Claude Van Rijckeghem
- Langue : néerlandais

## Distribution
- Koen De Bouw : Christian Van den Heuvel
- Jan Decleir : Jos
- Wouter Hendrickx : Nico
- Veerle Baetens : Lisa
- Peter Bastiaensen : Marcel
- Herman Boets : Roger
- Els Olaerts : Martha
- Netty Vangheel : Mamy
- Sofie Van Moll : Ine
- Jessa Wildemeersch : Kelly

## Distinctions
Le film reçoit plusieurs récompenses cinématographiques et est nommé en 2006 par le Prix Joseph Plateau pour l'acteur Koen De Bouw comme meilleur acteur belge.